# Andrei Vasilevskiy
Andrei Andreyevich Vasilevskiy (Tyumen, Rusia, 25 de julio de 1994), más conocido como Andrei Vasilevskiy, apodado Big Cat o Vasi, es un jugador profesional ruso de hockey sobre hielo que se desempeña en la posición de guardameta en Tampa Bay Lightning, equipo de la National Hockey League (NHL).

## Carrera
Fue seleccionado en la primera ronda en la NHL Entry Draft de 2012. En 2014 hizo su debut profesional con el equipo Tampa Bay Lightning, donde lleva jugando diez temporadas.